# خرس‌واش کالیفرنیا
خرس‌واش کالیفرنیا (نام علمی: Nolina cismontana) نام یک گونه از سرده خرس‌واش است.